# Runosmäki-Raunistula
Runosmäki-Raunistula est un district de Turku en Finlande. 

## Quartiers de Runosmäki-Raunistula
Le district est composée de 5 quartiers.
- 60.Runosmäki,
- 61.Kärsämäki,
- 62.Kaerla,
- 63.Kastu,
- 64.Raunistula

## Galerie

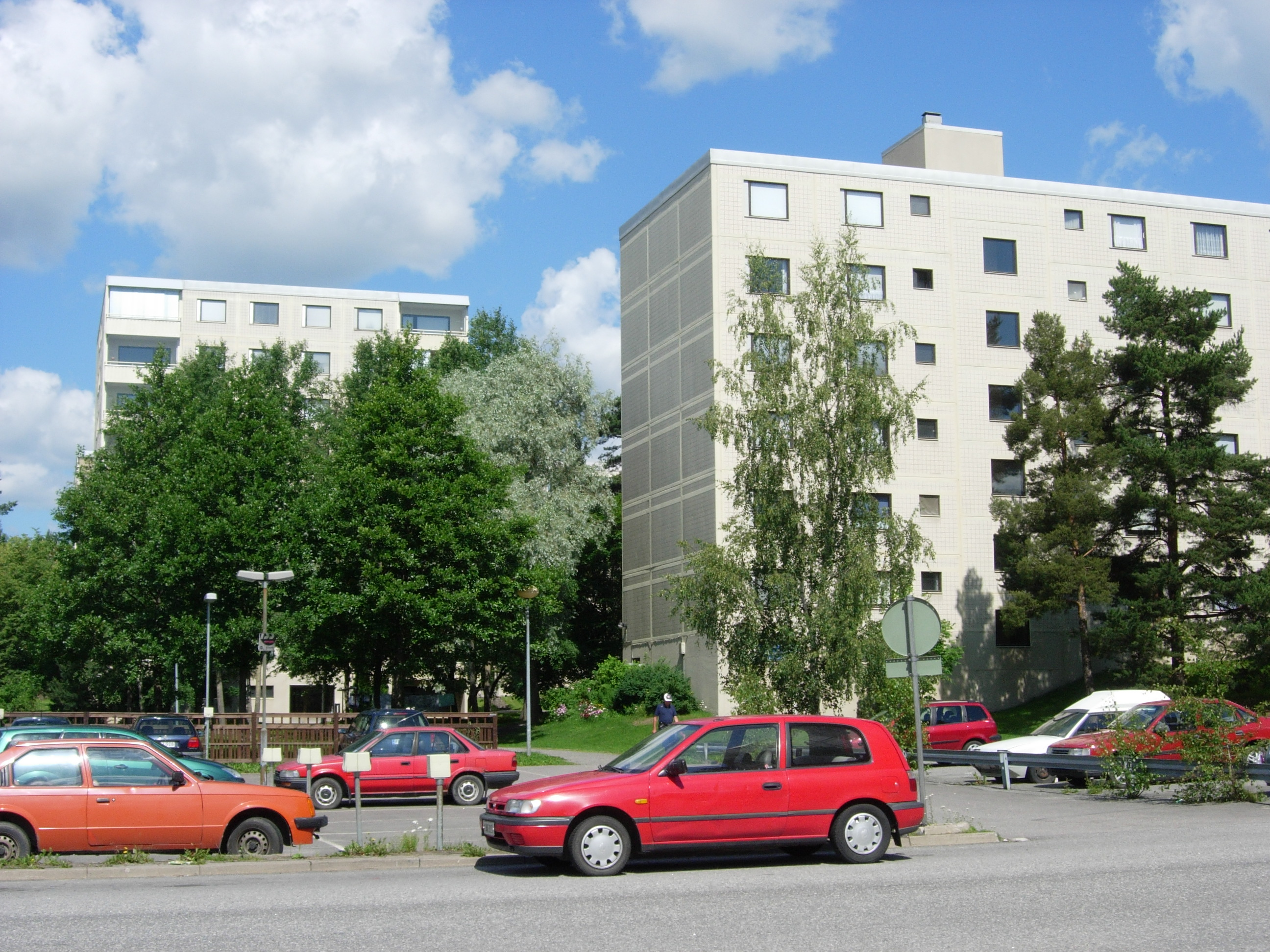
Rue Friskinkatu 5, à Runosmäki.
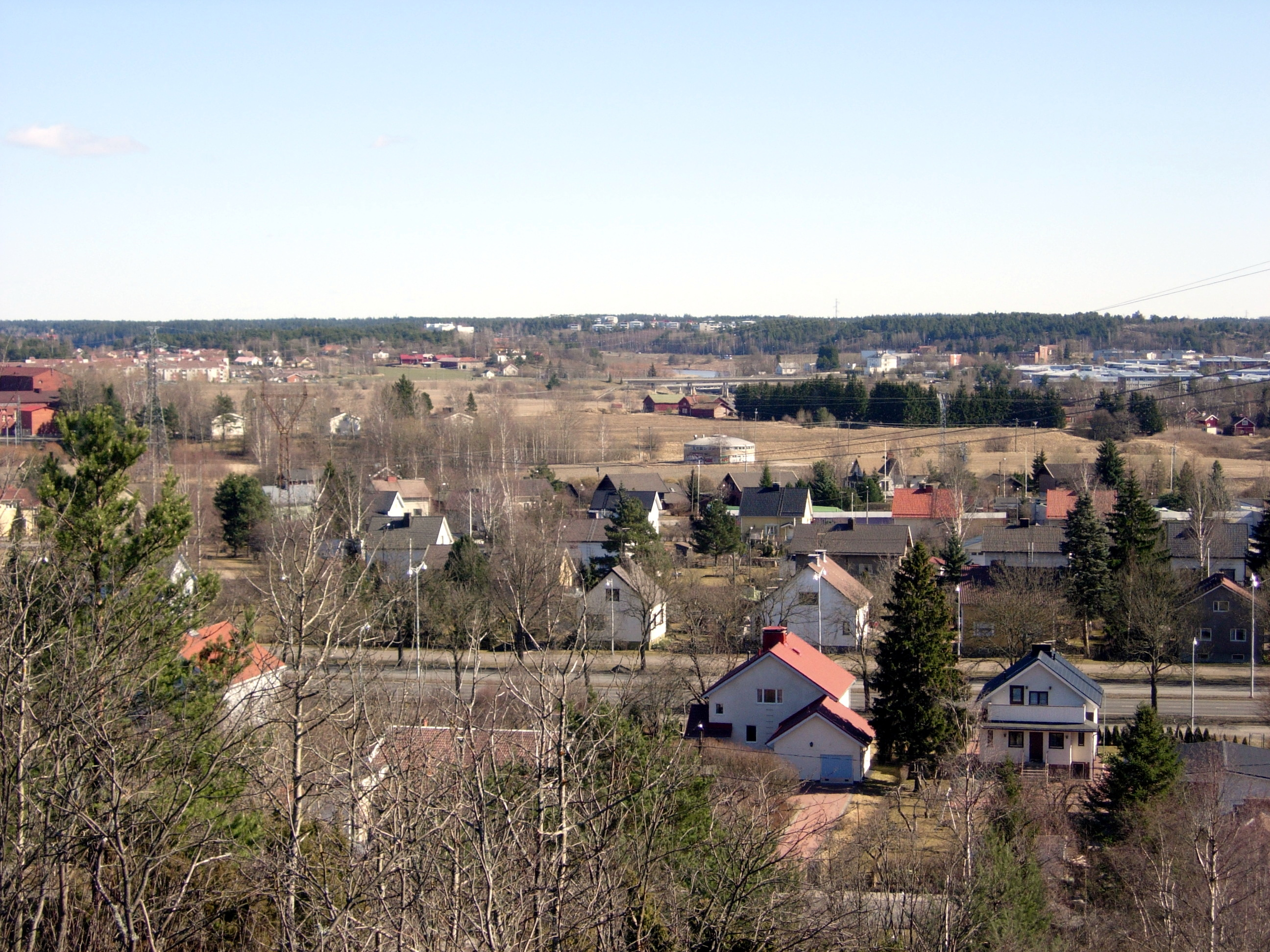
Raunistula et Koroinen.